# Pendulispora venezuelanica
Pendulispora venezuelanica är en svampart som beskrevs av M.B. Ellis 1961. Pendulispora venezuelanica ingår i släktet Pendulispora och familjen Tubeufiaceae.   Inga underarter finns listade i Catalogue of Life.